# Santa Rosa Island (Floride)

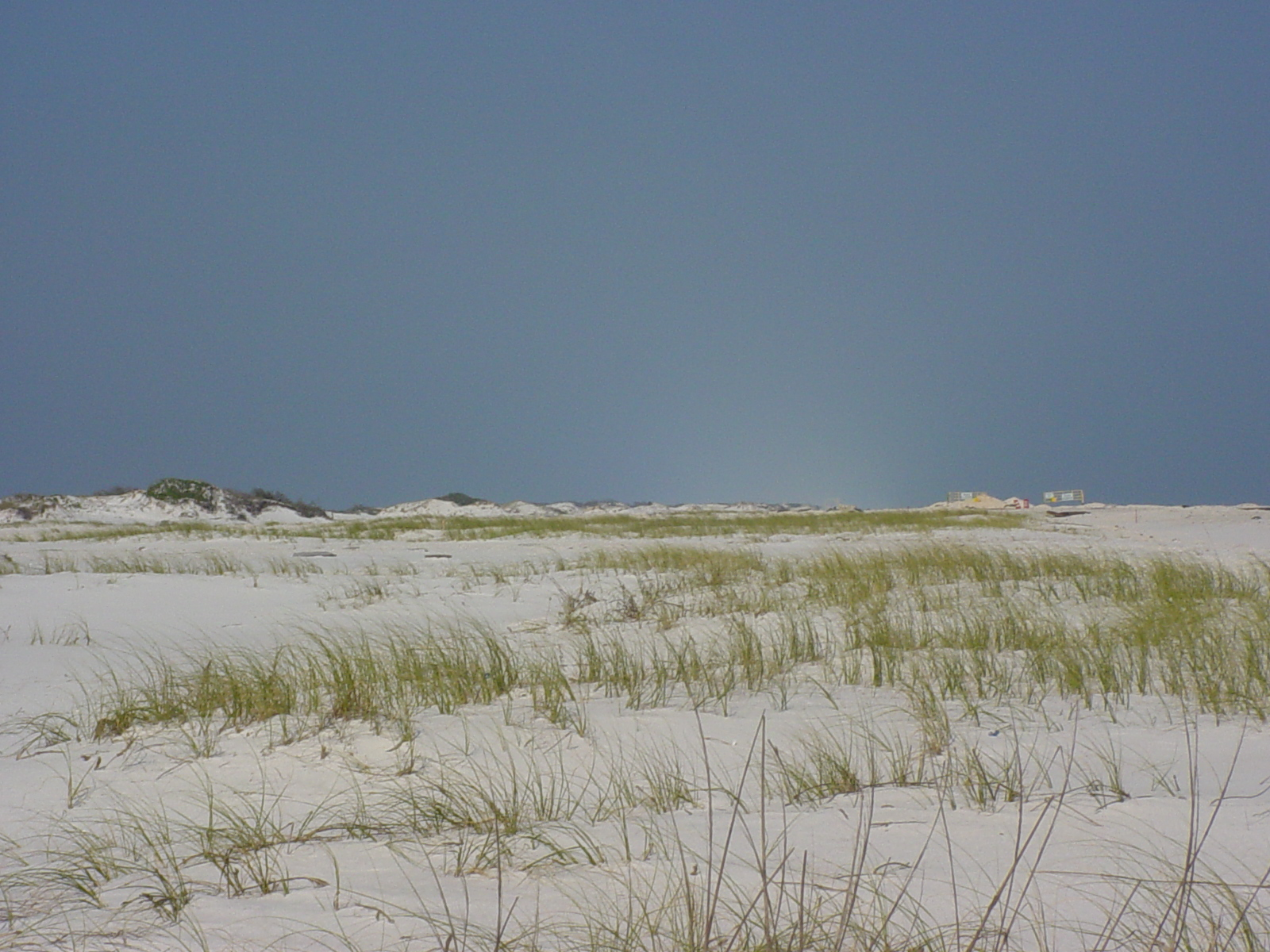
Dunes de Santa Rosa Island.

Santa Rosa Island est une île-barrière d'une soixantaine de kilomètres le long des côtes de Floride, dans la baie de Pensacola, région de la Panhandle de Floride. Elle est située à cinquante kilomètres de la frontière avec l'État de l'Alabama à l'ouest. L'île abrite les localités de Pensacola Beach (en), Navarre et Okaloosa Island (en).
Elle fait partie du Gulf Islands National Seashore, listé nationalement comme National Seashore (en) (un type de zone protégée).

## Histoire
Les géologues estiment que les îles de ce type se formèrent dès la fin du Pléistocène supérieur, il y a environ 15 000 ans, lorsque les glaciers fondirent et que le niveau des mers s'éleva. On estime que l'île de Santa Rosa s'est formée il y a environ 5 000 ans.
En 1559, le conquistador espagnol Tristan de Luna fonde la première colonie européenne près du futur Fort Pickens sur l'île de Santa Rosa. Mais en 1561 un ouragan la détruit. Le Français Pierre Le Moyne d'Iberville, à la tête d'une expédition composée de cinq navires, tente de s'établir sur l'île en 1698, mais en est dissuadé par les Espagnols. Une petite batterie de canons est installée sur l'île de Santa Rosa en 1719, pour protéger la baie de Pensacola des Français, mais ceux-ci se rendent quand même maîtres de la garnison de la ville.
L'île est le théâtre de la bataille de Santa Rosa Island en 1861 au tout début de la Guerre de Sécession, alors que l'armée des Confédérés tente de conquérir le fort Pickens qui est aux mains de l'armée de l'Union. 
En 1929, Santa Rosa Island est vendue par le Département de la Guerre au comté d'Escambia, pour 10 000 dollars. Dix ans plus tard, le comté rend l'île au gouvernement américain dans l'espoir que ce dernier en fasse un monument national pour sauvegarder les restes du fort Pickens, le seul fort sudiste à être resté aux mains de l'Union lors de la guerre de Sécession.